# Viech (Band)
Viech ist eine österreichische Band. Die Band wurde in der Steiermark gegründet, derzeit leben die Mitglieder in Wien. Ihre Popmusik ist geprägt von deutschen Texten.

## Geschichte
Die Band wurde 2011 von Paul Plut und Andreas Klinger-Krenn in Graz gegründet.
2013 wurde das erste, selbstbetitelte Album Viech veröffentlicht. In Kritiken wurde auf die Textstärke und die eigenwillige aber eingängige Musik hingewiesen. 2013 spielten Viech in einer 12-köpfigen Besetzung eine Studio 2 Session im Wiener Radiokulturhaus. Im gleichen Jahr folgten eine erste Tour durch Deutschland und Konzerte in Österreich.
2016 veröffentlichte die Band ihr zweites Album Yeah. Es folgten Konzerte beim Donauinselfest, am Nova Rock, Clubshows in Österreich und eine zweite Tour durch Deutschland. Die zweite Single Oh Elise erreichte Platz 39 in den FM4 Jahrescharts. 2017 wurde die Band zum zweiten Mal für den FM4 Award, der im Rahmen des Amadeus Austrian Music Award verliehen wird, nominiert.
2017 veröffentlichte die Band eine neue Single mit dem Titel Heute Nacht nach Budapest. Im Jahr darauf folgte das gleichnamige Album, welches von der österreichischen und deutschen Presse sehr gut aufgenommen wurde. Die Single Ich hab viele Fehler gemacht erreichte Platz 9 der FM4 Charts.
2019 veröffentlichte die Band ihr 4. Studioalbum Niemand wird sich erinnern, dass wir hier waren. Das Werk erhielt positive Kritiken. Die Single-Auskoppelung Ich lieb dich (tu nur so) erreichte Platz 5 der FM4 Charts.

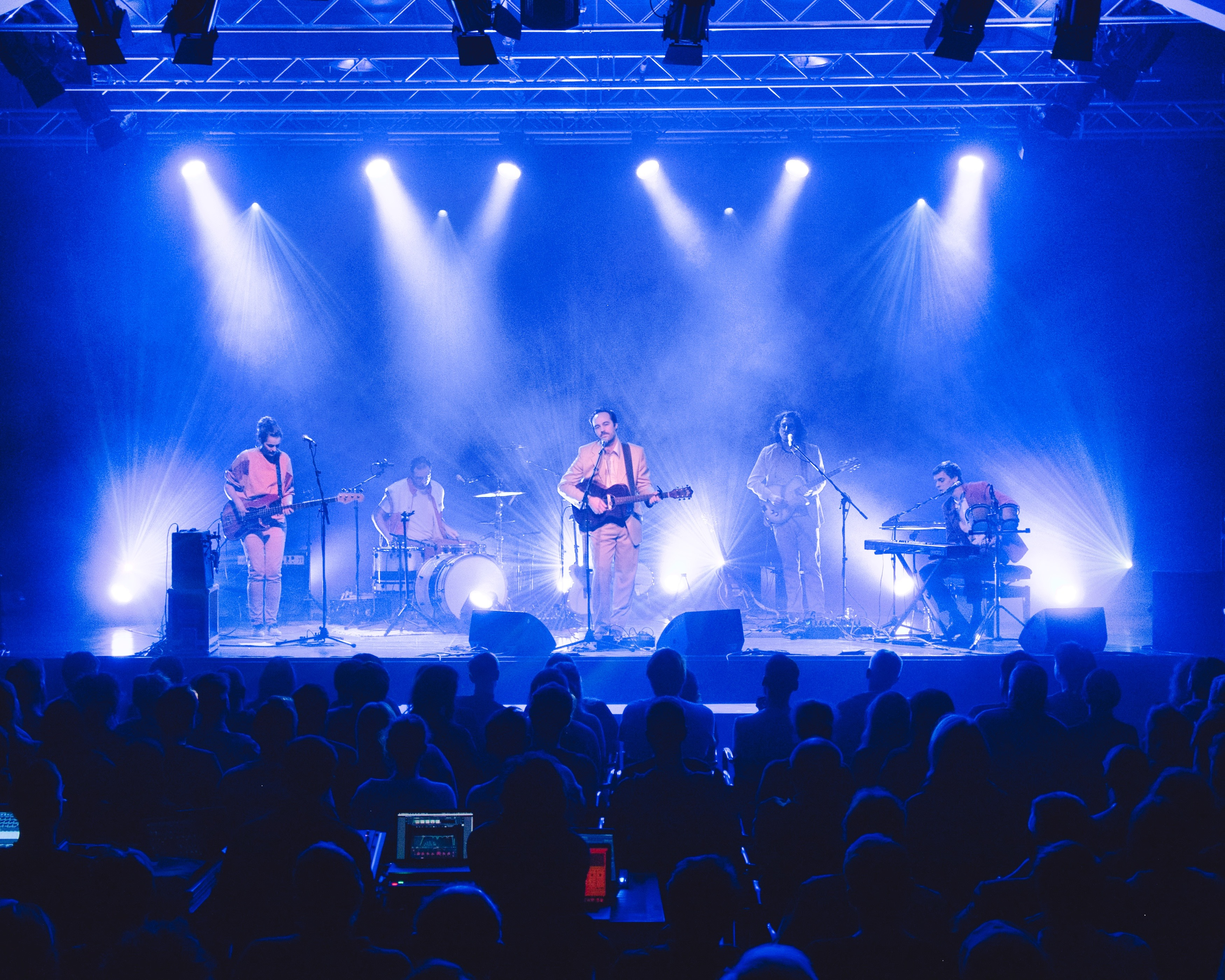
VIECH live im Wiener Konzerthaus 2019.

2025 erscheint nach fünfjähriger Pause „Vollmond“, das 5. Album von Viech, die mittlerweile zum Quintett angewachsen sind:
- Barca Baxant – Gesang
- Christoph Lederhilger – Gesang und Schlagzeug
- Martina Stranger – Gesang und Bass
- Max Atteneder – Gesang und Keys
- Paul Plut – Gesang, Gitarre und Mix

## Diskografie

### Alben
- 2013: Viech (Sevenahalf Records / Broken Silence)
- 2016: Yeah (LasVegas Records / Universal Records)
- 2018: Heute Nacht nach Budapest (Phonotron / Hoanzl)
- 2019: Niemand wird sich erinnern, dass wir hier waren (Abgesang / Hoanzl)
- 2025: Vollmond (Abgesang)

### Singles und EPs
- 2011: PapiersackerlEP (Eigenverlag)
- 2013: Steuermann (Sevenahalf Records / Broken Silence)
- 2014: Mit dir möcht ich baden gehen doch ich seh uns noch lang nicht im Urlaub (Sevenahalf Records / Broken Silence)
- 2015: Zentrale (LasVegas Records / Universal Records)
- 2016: Oh Elise (LasVegas Records / Universal Records)
- 2017: Heute Nacht nach Budapest (Phonotron)
- 2018: Ich hab viele Fehler gemacht (Phontron)
- 2019: Ich lieb dich (tu nur so) (Abgesang)

### Sampler
- 2012: Death to the 90s
- 2013: FM4 Soundselection 28
- 2016: Lieber ein Verlierer sein 2 (LasVegas Records)
- 2016: FM4 Soundselection 34